# Institut für öffentliche Verwaltung (Irland)
Das Irische Institut für öffentliche Verwaltung (kurz: IPA; englisch Institute Of Public Administration; irisch An Foras Riaracháin) wurde 1957 gegründet und ist eine öffentliche Verwaltungshochschule in Dublin, Irland. Sie war bis 2018 Teil des University College Dublin und ist seither ein eigenständiger Teil der National University of Ireland (NUI). Sie ist Irlands einzige Hochschule ausschließlich für die akademische Ausbildung von Verwaltungsangestellten. Die ihr zugehörige Whitaker School of Government and Management vergibt sowohl ein Diplom in Öffentlicher Verwaltung (public management) als auch Doktorate in Staatsführung (governance). Die Hochschule bietet zahlreiche Kurse im Fernstudium oder in Teilzeit an.